# 達布爾倫 (喬治亞州)
達布爾倫（英語：Double Run）是位於美國喬治亞州威爾科克斯縣的一個非建制地區。該地的面積和人口皆未知。

## 地理
達布爾倫的座標為31°51′30″N 83°33′30″W / 31.85833°N 83.55833°W，而該地的平均海拔高度為104米（即341英尺）。